# Юнак
Вижте пояснителната страница за други значения на Юнак.
Юнак – приказен образ, характерен особено за южните славяни. Юнакът в най-общ смисъл е едър млад мъж, с храброст, нечовешка сила и свръхестествени способности. Българският юнашки епос назовава няколко най-известни сред юнаците – Крали Марко, Вълкашин, Момчил Юнак, Филип Маджарин, Дете Дукадинче, Дете Голомеше. Характерно за юнаците е, че те не се обичат помежду си, дори открито враждуват и се борят за надмощие. Още при раждането вълшебниците – наречници им предричат необикновена съдба от която те не успяват да се отклонят. Борят се със злото и неправдите, с изедници и потисници на народа. Сблъскват се с чародеи, самодиви и лами, които почти винаги преборват и подчиняват на волята си.

## Други
На юнаците са наречени улица „Юнак“ в квартал „Хиподрума“ (Карта) и улица „Добър юнак“ в квартал „Лозенец“ в София (Карта).